# Skomielna Biała
Skomielna Biała is een dorp in het Poolse woiwodschap Klein-Polen, gelegen in de powiat Myślenicki. De oppervlakte bedraagt 14,00 km², het inwonertal 2700 (2006).